# Талатама
Талатама (тонг. Talatama) — высший священный верховный правитель Империи Тонга из династии Туи-тонга.

## Биография
Талатама был старшим сыном и преемником Туитатуйя. Предположительно он правил в середине XII века. В те времена столицей Тонганской империи был город Хекета на северном побережье острова Тонгатапу. Однако побережье в тех местах скалистое и гавань там была неудобная для судоходства. Поэтому Талатама решил перенести столицу в Муа. Побережье там было песчаным и гораздо более безопасным для лодок и больших королевских каноэ. С тех пор, вплоть до последней Туи-тонга — Лауфилитонга, резиденция династии всегда оставалась в Муа. На момент смерти Талатамы у его жена была беременна, поэтому новым туи-тонга стал Талаихаапа. Сын Талатамы Талаихаапепе стал четырнадцатым туи-тонга.